# Эхтерсхаузен
Эхтерсхаузен (нем. Echtershausen) — община в Германии, в земле Рейнланд-Пфальц. 
Входит в состав района Айфель-Битбург-Прюм. Подчиняется управлению Битбург-Ланд.  Население составляет 99 человек (на 31 декабря 2010 года). Занимает площадь 2,49 км².